# Mont Lozère et Goulet
Mont Lozère et Goulet é uma comuna francesa na região administrativa da Occitânia, no departamento de Lozère. Estende-se por uma área de 166.21 km², e possui 1.039 habitantes, segundo o censo de 2018, com uma densidade de 6.3 hab/km².
Foi criada, em 1 de janeiro de 2017, a partir da fusão das antigas comunas de Le Bleymard, Bagnols-les-Bains, Belvezet, Chasseradès, Mas-d'Orcières e Saint-Julien-du-Tournel.